# دورة ستينية
الدورة الستينية في التقويم الصيني، (بالإنجليزية: Sexagenary cycle)‏؛ هي مجموعة من الدورات القمرية مدتها ستين عاما؛ تستخدم في الصين وبعض دول شرق آسيا.وتنقسم كل دورة قمرية إلى خمس دورات أصغر، مدة كل دورة صغيرة 12 عامًا؛ حيث يعتقد الصينيون أن في الكون إثنا عشرة طاقة وكل عام تسري فيه إحدى الطاقات.وأن المواليد في هذه السنوات يتميزون بطبائع مشابهة لأنواع معينة من الحيوانات تستخدم في الأبراج الصينية  بدأ استخدامه لتسجيل السنوات، في منتصف القرن الثالث قبل الميلاد.

كانت الدورة وأشكالها، جزءًا مهمًا من الأنظمة التقويمية التقليدية، في الدول والأقاليم الآسيوية المتأثرة بالصين، خاصة تلك التي في اليابان، وكوريا، وفيتنام، مع استمرار استخدام النظام الصيني القديم في تايوان.
هذه الطريقة التقليدية، لترقيم الأيام، والسنوات لم يعد لها أي دور مهم في حفظ الوقت في الصينية الحديثة، أو التقويم الرسمي. ومع ذلك، يتم استخدام، الدورة الستينية، في أسماء العديد من الأحداث التاريخية، مثل ثورة شينهاي الصينية، حرب بوشين اليابانية، وحرب امجين الكورية. كما أنها لا تزال تلعب دورا في علم التنجيم الصيني المعاصر، وإخبار الثروة.